# Nealcidion privatum
Nealcidion privatum là một loài bọ cánh cứng trong họ Cerambycidae.